# District de Decize
Le district de Decize est une ancienne division territoriale française du département de la Nièvre de 1790 à 1795.
Il est composé des cantons de Decize, Anlezy, Béard, Crecy sur Aron, Lucenay et la Nocle.